# Cómo entrenar a tu dragón (videojuego)
Cómo entrenar a tu dragón es un juego de acción y aventura basado en la película del mismo nombre. Fue desarrollado por Étranges Libellules y distribuido por Activision el 23 de marzo de 2010 para Wii, Xbox 360, PlayStation 3 y Nintendo DS. El juego permite a los jugadores crear sus propios dragones y moverse por una serie de niveles, o luchar contra sus amigos. Ha recibido reseñas generalmente mixtas de parte de los críticos.

## Jugabilidad y premisa
El juego toma lugar un año después del final de la película. Tras derrotar a Muerte Roja, como celebración, la tribu creó un festival al cual llaman «Thor'sday Thursday» (un juego de palabras con Thor y las palabras day y Thursday, que significan día y jueves en inglés, respectivamente). En este festival, los vikingos organizan un torneo de dragones, y todos los adolescentes son alentados a participar con los dragones que han entrenado. Los jugadores pueden jugar como Astrid o Hipo, los personajes humanos principales de la película. Hipo tiene su pierna, aunque la haya perdido en la película. Antes de entrar al torneo, los jugadores deben pasar por los campos de entrenamiento para entrenar a su dragón para luchar. Luego de entrar al torneo, deberán vencer a todos los oponentes y, finalmente, ganar el torneo de dragones (venciendo a Patán Jorgenson) y ser nombrado campeón domador de dragones. El jugador puede crear y personalizar su propio dragón en la guarida del dragón, donde también cuidan de los dragones, alimentándolos con comida que los jugadores hayan encontrado por todo Berk, el escenario de la serie.
Luego de terminar las peleas entre dragones, los jugadores deben ayudar a Bocón a recolectar ingredientes para la comida de los dragones. Los ingredientes se encuentran en la zona salvaje. Para desbloquear la zona salvaje, el jugador deberá ayudar a un vikingo a reparar el puente que lleva a dicha zona navegando por Berk, tomando prestadas herramientas de otros vikingos. En la zona salvaje, el jugador también puede entrar a unas cuevas y completar minijuegos con su dragón.
El juego también dispone de funciones en línea.

## Recepción
El juego recibió reseñas generalmente mixtas o medias. En Metacritic, la versión de Xbox 360 recibió un puntaje de 58 de 100. Gaming Trend dijo que «desde mi perspectiva, este título no logra encontrar su audiencia —no entrega suficiente contenido para los chicos más grandes, y el factor de frustración es demasiado alto para los chicos más pequeños. Diría que podrías comprar esto cuando Toys R' Us haga su rebaja de 2 por 1, pero me resultaría difícil recomendarlo al precio completo». IGN le dio a las versiones de PlayStation 3 y Xbox 360 un puntaje de 4,6.